# Voronovytsja
Voronovytsja (Oekraïens: Вороновиця, Russisch: Вороновица, Pools: Woronowica) is een stedelijke nederzetting en gemeente in de Oekraïense oblast Vinnytsja.

## Galerij

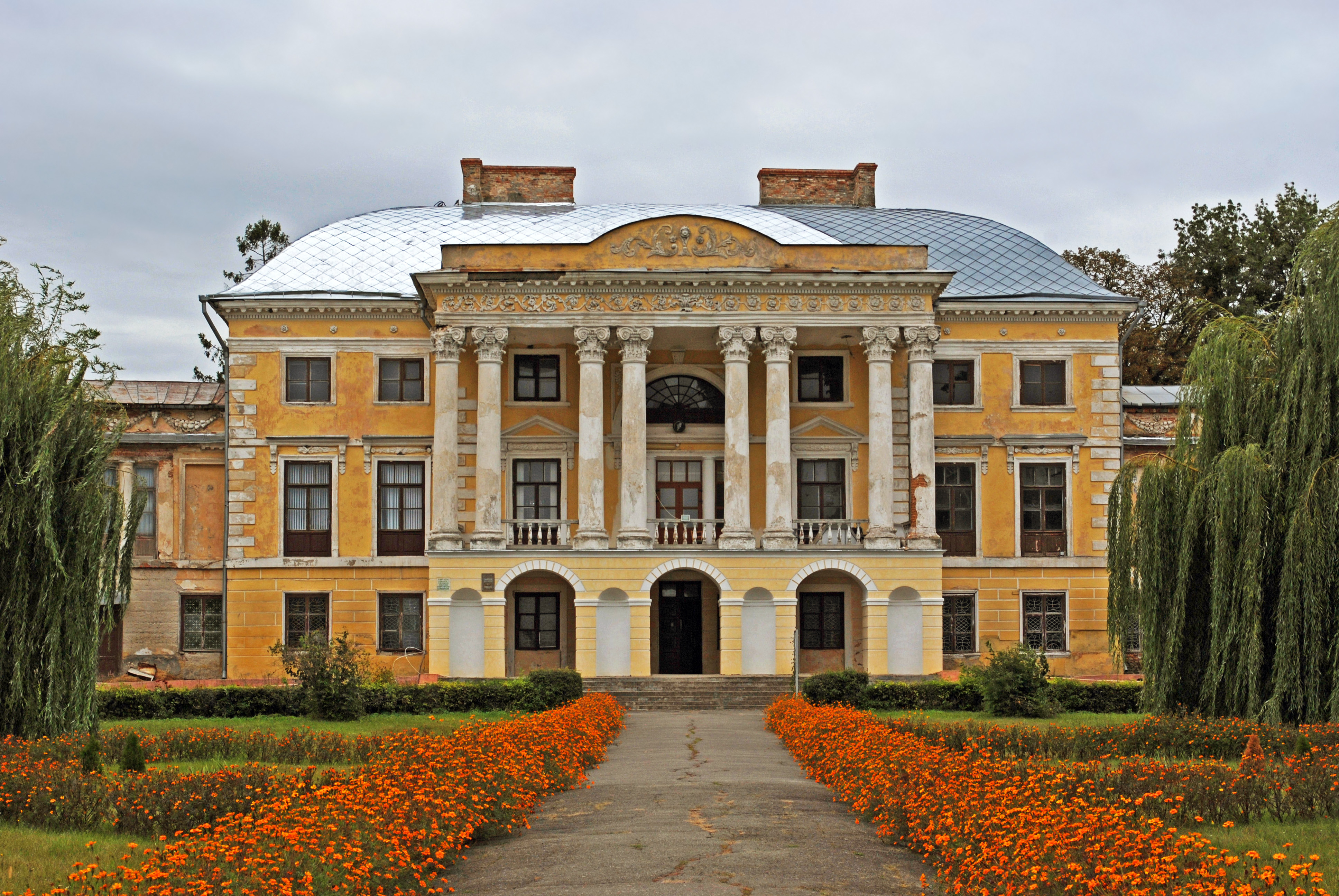
Grokholsky Paleis
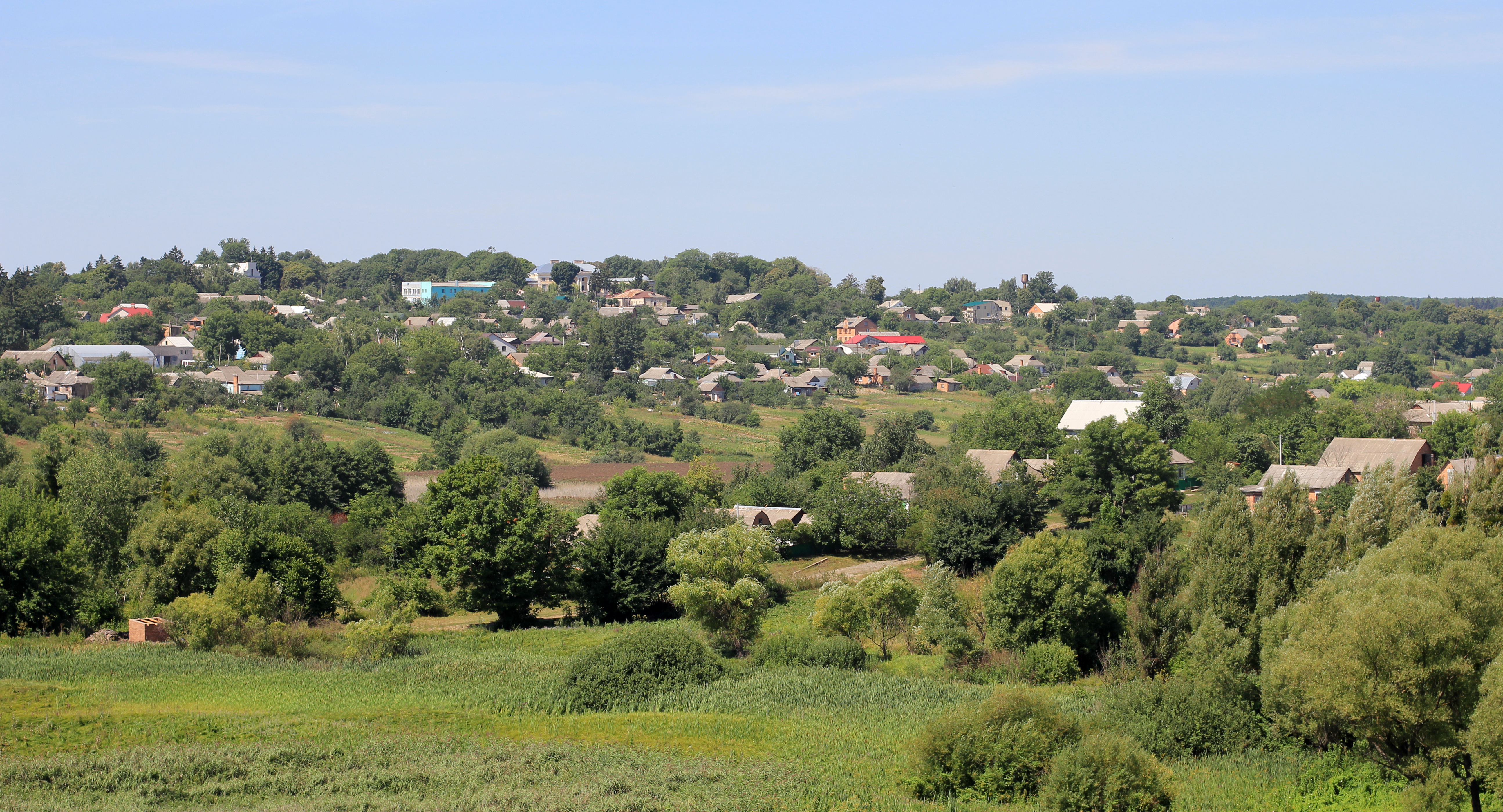
Landschap Voronovytsja
Grokholsky Paleis
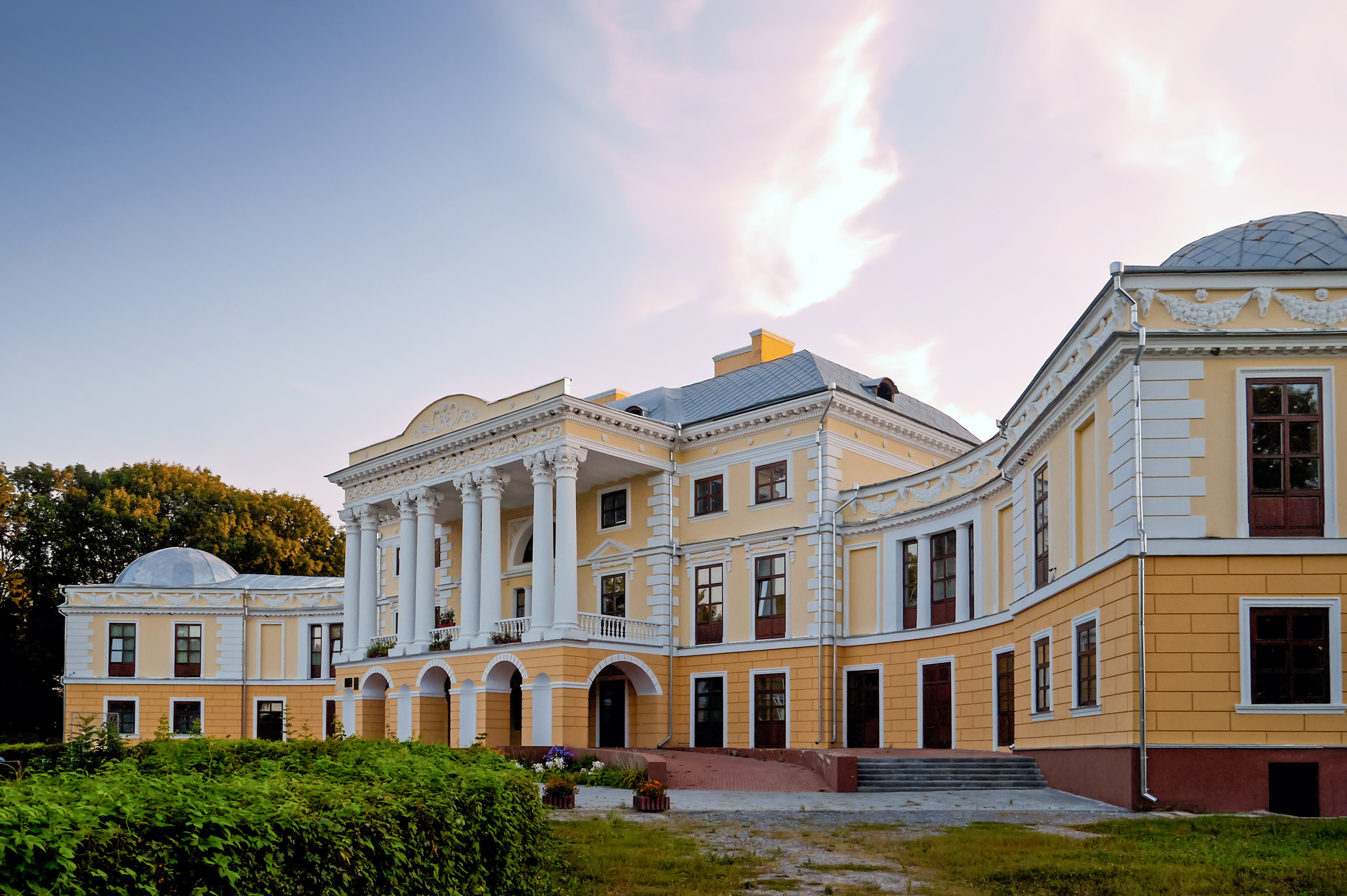
Grokholsky Paleis